# Ringbrynnstjärnarna (Åsarne socken, Jämtland, 696263-138016)
Ringbrynnstjärnarna är en sjö i Bergs kommun i Jämtland och ingår i Ljungans huvudavrinningsområde.